# Queens Cemetery (Puisieux)
Queens Cemetery is een Britse militaire begraafplaats met gesneuvelden uit de Eerste Wereldoorlog, gelegen in de Franse gemeente Puisieux in het departement Pas-de-Calais. De begraafplaats werd ontworpen door Noël Rew en ligt in het veld, een kilometer ten westen van het gehucht Serre-lès-Puisieux. Vanaf de Rue de Mailly Maillet voert een onverharde landweg van bijna 600 m naar de begraafplaats. Het terrein heeft een rechthoekig grondplan met een oppervlakte van 673 m² en wordt omgeven door een natuurstenen muur. De graven bevinden zich in twee derden van het terrein dat iets lager ligt dan het andere derde waar de toegang zich bevindt. Aan de noordkant staat het Cross of Sacrifice. De begraafplaats wordt onderhouden door de Commonwealth War Graves Commission.
Er liggen 311 Britten begraven, waaronder 131 niet geïdentificeerde.
Tegenover het toegangspad naar de begraafplaats ligt het Sheffield Memorial Park met de Railway Hollow Cemetery. In de nabije omgeving liggen onder meer nog de Luke Copse British Cemetery en de Serre Road Cemetery No.3.

## Geschiedenis
Het gebied lag in 1916 aan het front in het niemandsland. Het gehucht Serre in het oosten was in Duitse handen en het gebied ten westen in Britse. 
Puisieux werd op 28 februari 1917 door de Britten ingenomen maar uit handen gegeven op 26 maart 1918 en heroverd de daaropvolgende 21ste augustus. In het voorjaar van 1917 werden de slagvelden van de Somme en de Ancre door het V Corps ontruimd en werden een aantal nieuwe begraafplaatsen aangelegd.
De begraafplaats (oorspronkelijk bekend als Queens V Corps Cemetery nr. 4) ligt aan de oude frontlinie van juli 1916, ten zuiden van Mark Copse, een van de vier kleine bosjes die zich op of vlak achter de frontlijn tussen Serre en Hebuterne bevonden. Deze bosjes werden genoemd naar de vier evangelisten Marcus, Lucas, Johannes en Matteüs.

## Graven

### Onderscheiden militair
- Douglas Graham Steel, kapitein bij het Suffolk Regiment werd onderscheiden met het Military Cross (MC).

### Alias
- soldaat Willie Dinsdale diende onder het alias W. Metcalfe bij het West Yorkshire Regiment (Prince of Wales's Own).